# Eggert Nauclér
Carl Eggert Nauclér, född 9 november 1876 i Ununge socken, död 5 februari 1936 i Danderyds församling, var en svensk militär.
Eggert Nauclér var son till direktören Olof Nauclér och Lina Bagge. Han blev officer 1897, löjtnant vid Fortifikationen 1900, kapten i Göta ingenjörkår 1907, senare anställd vid Bodens ingenjörkår och 1917 major i Fälttelegrafkåren. Nauclér blev överstelöjtnant 1924 och var chef för Fälttelegrafkåren 1925-1927. Han erhöll avsked från militärtjänsten 1928. Nauclér blev riddare av Svärdsorden 1918.